# Olszewko (województwo mazowieckie)
Olszewko – wieś w Polsce położona w województwie mazowieckim, w powiecie żuromińskim, w gminie Kuczbork-Osada. Ma status sołectwa.
Wierni Kościoła rzymskokatolickiego należą do parafii św. Bartłomieja w Kuczborku-Osadzie.
W latach 1975–1998 miejscowość położona była w województwie ciechanowskim.